# Marcelo Mellado
Marcelo Mellado (Concepción, 1955) es un escritor y profesor de castellano chileno, que escribe regularmente como columnista en The Clinic y El Mercurio de Valparaíso. Su novela Informe Tapia ha sido considerada por los críticos entre las 25 mejores novelas de su país.

## Biografía
Mellado nació en la ciudad de Concepción, pero realizó sus estudios básicos y secundarios en Santiago. Luego estudió Literatura y Pedagogía en Castellano en la Universidad Católica de Valparaíso y de Santiago. En los años 1980 se trasladó a vivir a Chiloé, donde se dedicó a labores agrícolas. Mellado también ha trabajado esporádicamente como profesor. En Valparaíso se ha desenvuelto como activista en diversas causas ciudadanas.

## Estilo
Su obra se caracteriza por un lenguaje satírico y una fuerte crítica social.

## Obras

### Novelas
- 1992: El huidor
- 2001: La provincia
- 2004: Informe Tapia
- 2007: Ciudadanos de baja intensidad
- 2011: La hediondez
- 2013: La batalla de Placilla
- 2017: Monroe

### Cuentos
- 1996: El objetor
- 2009: Armas arrojadizas
- 2012: República maderera
- 2014: Humillaciones
- 2018: Madariaga y otros

### Ensayo
- 2014: La ordinariez
- 2017: Política y ciudadanía: los gritos del Puerto (con Patricio Rozas)

## Distinciones
- Premio de la Crítica 2007 por Ciudadanos de baja intensidad (UDP)[1]
- Premio de la Crítica
- Premio Municipal de Literatura de Santiago 2015, categoría cuento, por Humillaciones
- Premio Mejores Obras Literarias Publicadas 2015 por Humillaciones (Consejo Nacional del Libro y la Lectura)